# 波蒂克 (伊凡諾-法蘭科夫斯克州)
49°25′2″N 24°34′54″E / 49.41722°N 24.58167°E

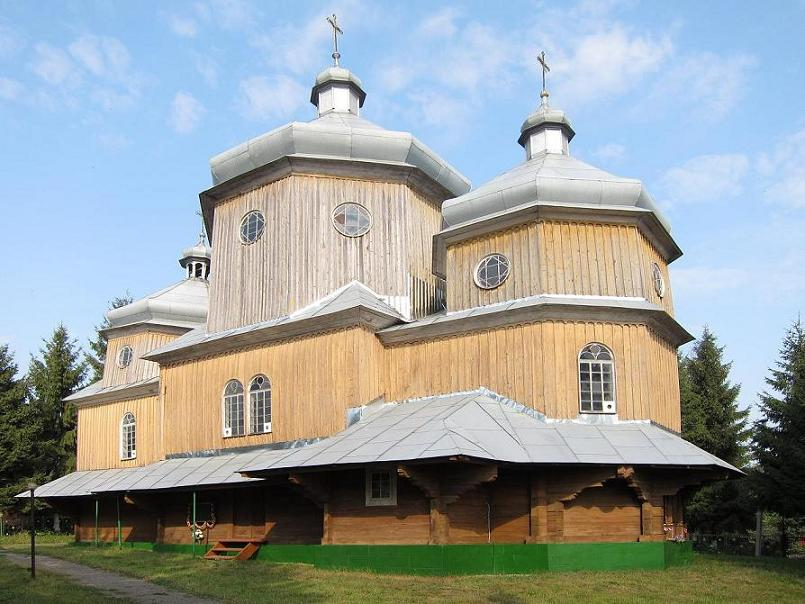

波蒂克（羅馬化：Potik）是烏克蘭西部的村莊，隸屬伊萬諾-弗蘭科夫斯克州的伊萬諾-弗蘭科夫斯克區。該村面積13.5平方公里，2001年人口697，人口密度每平方公里51.5人。